# Piletocera illectalis
Piletocera illectalis là một loài bướm đêm trong họ Crambidae.